# Asociación Estadounidense para el Avance de la Ciencia
La Asociación Estadounidense para el Avance de la Ciencia (American Association for the Advancement of Science AAAS, por sus siglas en inglés) es una organización sin fines de lucro estadounidense, de alcance internacional, cuyo propósito es promover la cooperación entre los científicos, defender la libertad científica, fomentar la responsabilidad científica y apoyar la educación científica y la divulgación científica para el mejoramiento de toda la humanidad. Es la mayor sociedad científica del mundo, con más de 120 000 miembros y edita la conocida publicación científica Science.

## Historia

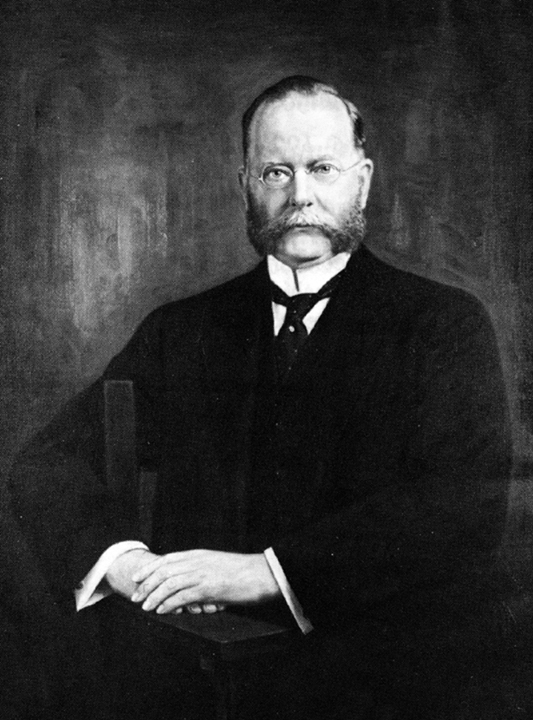
William Redfield, primer presidente.

La Asociación Estadounidense para el Avance de la Ciencia se creó el 20 de septiembre de 1840, en Pensilvania. Se trató de una reforma de la Asociación de Geólogos y Naturalistas de EE. UU. La asociación eligió a William Cox Redfield como su primer presidente porque él había propuesto planes muy ambiciosos para la organización.
De acuerdo a su primer estatuto aprobado en la reunión del 20 de septiembre, el fin de la asociación era promover el diálogo científico para permitir la mayor colaboración científica.
Cuando la AAAS se fundó tenía solo 87 miembros.

## Organización institucional
Según el estatuto sancionado el 1 de enero de 1973, la AAAS está gobernada a través de cuatro entidades:
- La oficina del presidente
- Los funcionarios administrativos
- El consejo
- La mesa directiva

### Presidentes
El presidente se desempeña en el cargo durante tres años y por un solo término: el primer año se desempeñan como presidente electo, el segundo como presidente y el tercero como presidente (chairperson) de la Mesa de Directores. Cada presidente está mencionado por el año que dejó la oficina.
La presidenta actual (2018) es  Susan Hockfield del Instituto de Tecnología de Massachusetts. Su sucesora es Margaret Hamburg, una reconocida médica de la Universidad de Harvard.
La AAAS ha sido históricamente dirigida por algunos de los científicos más importantes como los biólogos Stephen Jay Gould y Asa Gray o el químico Glenn Seaborg, descubridor del plutonio. Las siguientes es una breve lista de los científicos más destacados que se desempeñaron como presidentes de la AAAS.
| Año  | Presidente          | Año  | Presidente         |
| ---- | ------------------- | ---- | ------------------ |
| 2000 | Stephen Jay Gould   | 1929 | Robert A. Millikan |
| 1990 | Richard C. Atkinson | 1927 | Arthur Amos Noyes  |
| 1972 | Glenn T. Seaborg    | 1887 | Samuel P. Langley  |
| 1942 | Arthur H. Compton   | 1886 | Edward S. Morse    |
| 1934 | Edward L. Thorndike | 1877 | Simon Newcomb      |
| 1931 | Franz Boas          | 1871 | Asa Gray           |

## Otras AAAS
- American Academy of Arts and Sciences (Academia Estadounidense de Artes y Ciencias).
- American Academy of Arts and Letters (Academia Estadounidense de Artes y Letras).
- American Aging Association (Asociación Geriátrica Estadounidense).

- Datos: Q40358
- Multimedia: American Association for the Advancement of Science / Q40358